# Ehrenhausen (Windeck)
Ehrenhausen ist ein Ortsteil der Gemeinde Windeck im Osten des Rhein-Sieg-Kreises in Nordrhein-Westfalen. Er wurde aus den Ortsteilen Ehrentalsmühle und Dahlhausen gebildet. Bis zur Bildung der neuen Gemeinde Windeck am 1. August 1969 gehörten Dahlhausen und Ehrentalsmühle zur ehemaligen Gemeinde Herchen.

## Lage
Ehrenhausen liegt am Rande des Leuscheid und an der Landesgrenze zu Rheinland-Pfalz, die hier durch den Irserbach gebildet wird. Umliegende Weiler sind der Röhrigshof, Sangerhof, Himmeroth, Leidhecke und Schabernack.

## Verkehr
Ehrenhausen wird von der Landesstraße 312 durchzogen, von der hier die L 120 abzweigt.

## Einwohner
Ehrentalsmühle hatte 1885 zwölf Häuser mit 76 Einwohnern, Dahlhausen 22 Häuser und 81 Einwohner.